# Stephanie Bengson
Stephanie Bengson (* 31. Januar 1987 in Wollongong) ist eine ehemalige australische Tennisspielerin.

## Karriere
Bengson gewann auf dem ITF Women’s Circuit vier Doppeltitel. Sie stand zweimal im Hauptfeld der Australian Open im Doppel.

## Turniersiege

### Doppel
| Nr. | Datum             | Turnier       | Kategorie   | Belag     | Partnerin        | Finalgegnerinnen                | Ergebnis       |
| --- | ----------------- | ------------- | ----------- | --------- | ---------------- | ------------------------------- | -------------- |
| 1.  | 31. Oktober 2011  | Mount Gambier | ITF $25.000 | Hartplatz | Tyra Calderwood  | Isabella Holland Sally Peers    | Aufgabe        |
| 2.  | 14. November 2011 | Traralgon     | ITF $25.000 | Hartplatz | Tyra Calderwood  | Monique Adamczak Bojana Bobusic | 6:72, 6:1, 6:3 |
| 3.  | 21. November 2011 | Bendigo       | ITF $25.000 | Hartplatz | Tyra Calderwood  | Samantha Murray Storm Sanders   | 2:6, 6:1, 6:3  |
| 4.  | 7. Mai 2011       | Fukuoka       | ITF $50.000 | Hartplatz | Monique Adamczak | Misa Eguchi Akiko Omae          | 6:4, 6:4       |

## Abschneiden bei Grand-Slam-Turnieren

### Doppel
| Turnier         | 2011 | 2012 | 2013 | Karriere |
| --------------- | ---- | ---- | ---- | -------- |
| Australian Open | —    | 1    | 1    | 1        |
| French Open     | —    | —    | —    | —        |
| Wimbledon       | —    | —    | —    | —        |
| US Open         | —    | —    | —    | —        |